# Chiesa di San Tirso (Sahagún)
La chiesa di San Tirso è una chiesa medievale che si trova nella città spagnola di Sahagún, nella provincia di León. Essa è una degli imponenti edifici religiosi in stile mudéjar e si trova a soli circa 300 metri a nord-ovest da un ponte medievale in pietra che attraversa il fiume Cea e che era percorso regolarmente da pellegrini diretti a Santiago di Compostela.

## Storia
Sul o sui committenti o costruttori (architetti e capomastri) della chiesa non si sa nulla. Non sono disponibili neppure documenti sulla storia dell'edificio. Le ricerche datano il coro verso la fine del XII secolo, all'inizio dell'edificazione di chiese in architettura mudéjar nella città; l'erezione della navata della chiesa seguì poco appresso.
La chiesa utilizzò in gran misura le offerte dei pellegrini sulla via di Santiago di Compostela. Verso la fine del medioevo il flusso dei pellegrini si arrestò quasi a causa della guerra dei cent'anni tra Francia e Inghilterra e della riforma protestante.
Il fabbricato della chiesa stava visibilmente andando in rovina e fu in gran parte restaurato nel XX secolo.

## Architettura

### Materiale utilizzato
Mentre la maggior parte dei fabbricati di abitazione in una regione povera di materiale naturale da costruzione come la valle del Duero erano eretti in terra battuta o con tecniche di graticcio, molti edifici religiosi nei dintorni venivano costruiti in mattoni (ad es. Zamora e Toro). Le tecniche di  produzione e di lavorazione dominavano soprattutto le moresche mudéjar, cioè le costruzioni cristiane da queste apprese.
A parte lo zoccolo della zona centrale dell'abside e qualche piccola colonnina nella crociera, i muri della chiesa sono fabbricati in mattoni.

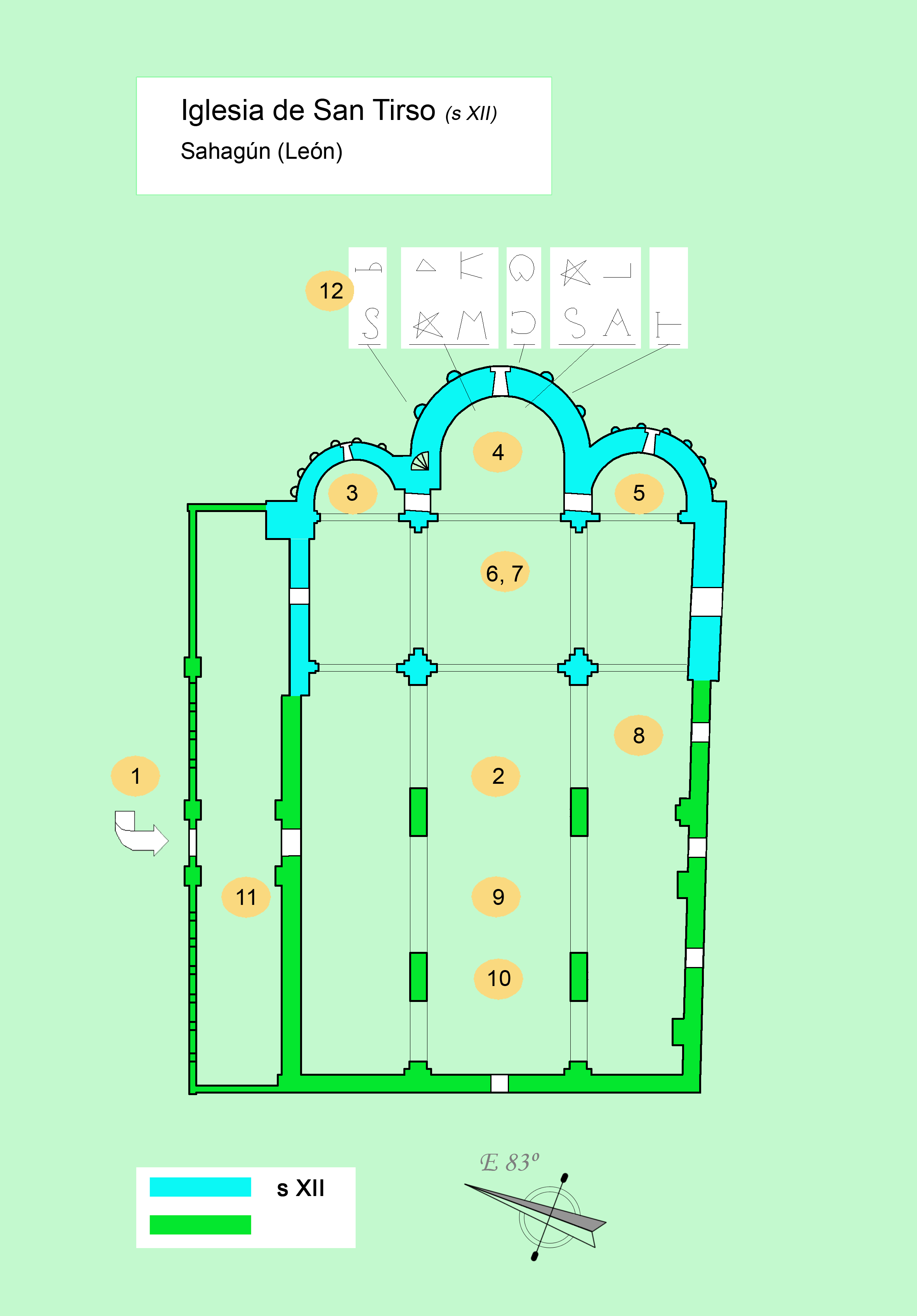
Pianta della Iglesia de San Tirso:
1. Ingresso, 2. Navata centrale, 3. Abside settentrionale, 4. Abside centrale, 5. Abside meridionale, 6.+7. Crociera + Torre, 8. Navata laterale sud (Museo), 9. Coro, 10. Sarcofago, 11. 'Portico, 12. Pietre tagliate

### Atrio
Nel XIX secolo fu costruito sul lato nord della chiesa un portico (o galería porticada), attraverso il quale si accede all'interno della chiesa.

### Absidi
Le tre navate terminano ciascuna con una loro abside, delle quali quella centrale è chiaramente delle tre la maggiore. A causa dello zoccolo dell'abside centrale è da supporre, che si tentò per prima cosa di costruire l'edificio in pietra, il che però si rivelò fin dall'inizio impegnativo e, anche a causa del costo del trasporto, troppo costoso. La costruzione fu quindi realizzata in mattoni, con i quali furono erette anche le arcate cieche decorative a due piani delle tre absidi.
Le alte arcate cieche furono contornate ciascuna da cornici ad angolo retto, mentre le più piccole terminano in doppio arco. Ogni abside prende luce da una piccola finestra a est.

### Torre della crociera
Ciascuno dei tre piani della torre della crociera, che fungeva anche da campanile, è ampiamente aperto attraverso finestre, che rimpiccioliscono man mano che si estendono verso l'alto: la torre funge quindi come fonte di luce. Le colonnine in pietra inserite nelle arcate dei due piani inferiori, fungono da motivo diversivo per l'occhio.

### Interno

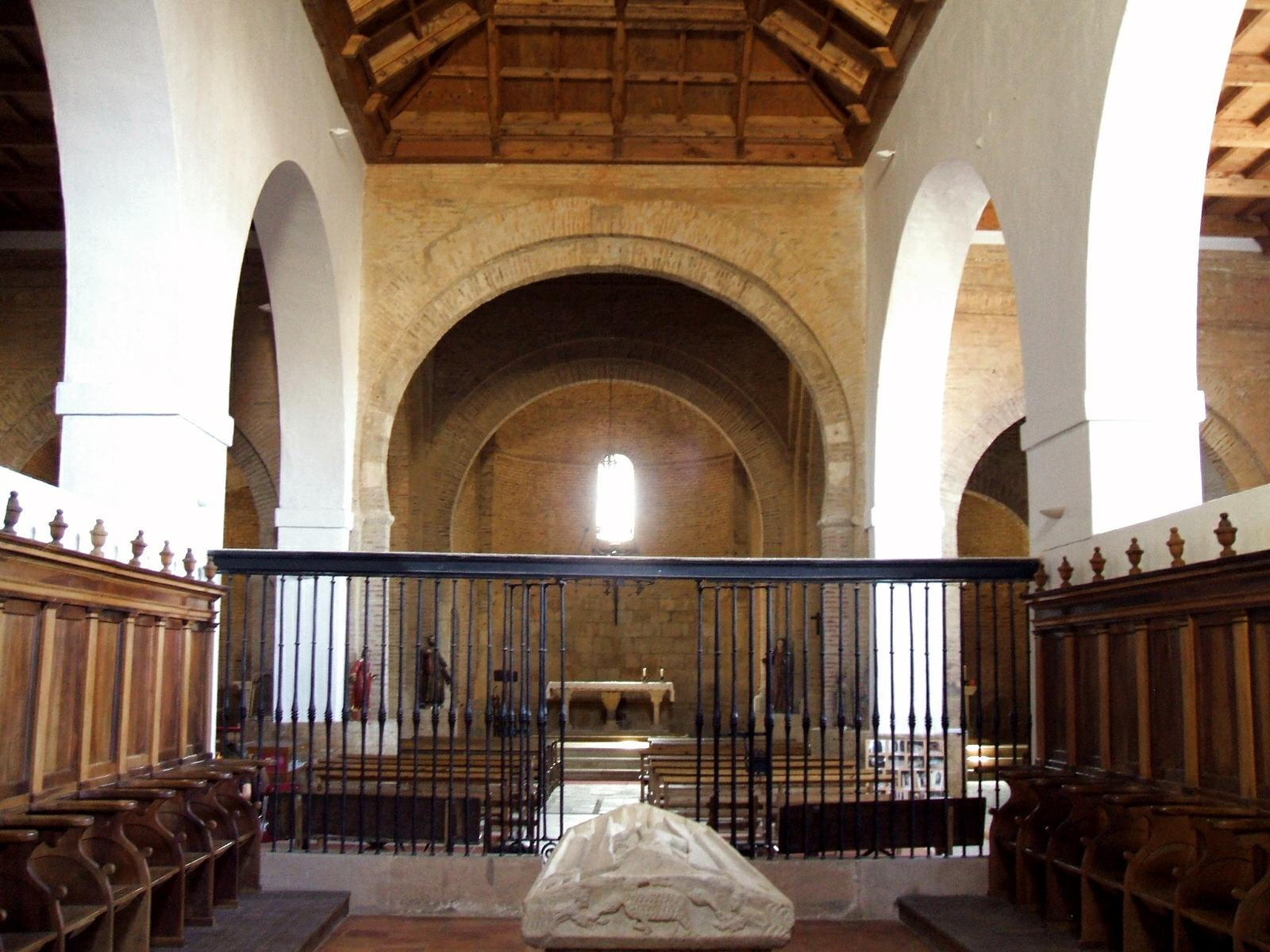
Coro e abside

La navata laterale sud e l'interno della chiesa coperto da una piattaforma in legno è stato attrezzato a piccolo museo, ove si trovano modelli in legno delle chiese di Sahagún, ecc. Probabilmente al tempo dell'erezione della chiesa non si era in condizioni di costruire un'ampia volta in mattoni; oltre a ciò gli artigiani e architetti mori non avevano molta familiarità con la tecnica di costruzione delle volte.
I pilastri del coro e parte delle pareti esterne sono intonacati: non è chiaro fino a che punto ciò corrisponda allo stato originale. I grandi archi nella zona della crociera e delle absidi laterali sono costruiti a ferro di cavallo; in alto si trovano modelli decorativi con pietre sistemate verticalmente o inclinate. Al posto dei normali capitelli in pietra si trovano soltanto piedritti.

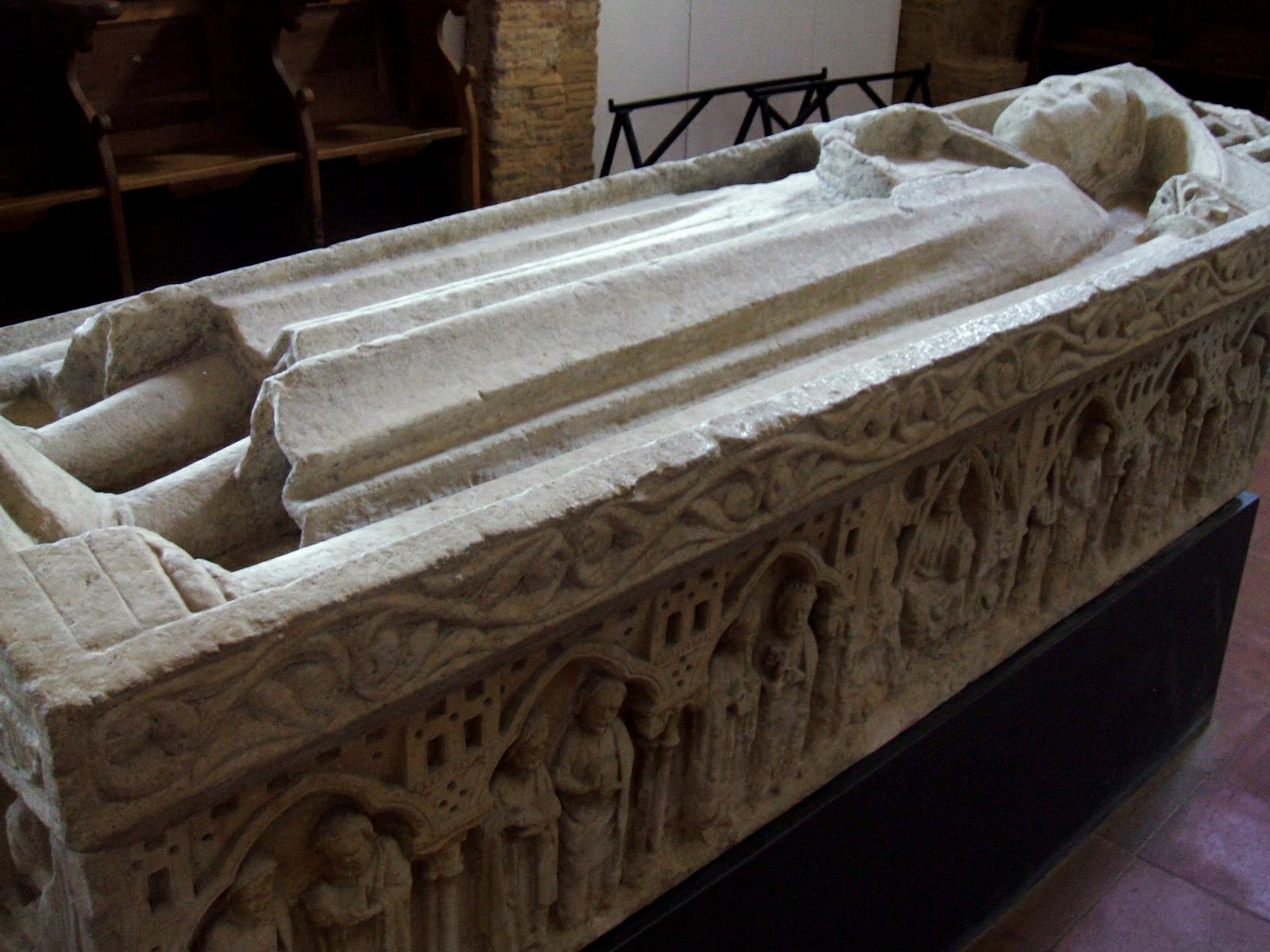
Sarcofago gotico

### Arredamento
Nel centro dello sviluppo degli stalli del coro provenienti dalla Iglesia de la Pelegrina vi è un sarcofago in pietra, che originariamente stava nel cimitero di Sahagún. Esso è datato al XIII secolo e mostra la figura giacente di un nobile. Ai lati si trovano coppie di monaci in lutto e altre persone. Inoltre nella chiesa si vedono molte figure barocche, che però peggiorano in modo irrilevante l'atmosfera dello spazio interno della chiesa.